# منطقة المدينة (عمان)
منطقة المدينة إحدى المناطق التي تقع في محافظة عمّان، الأردن.